# Ipomoea pes-caprae brasiliensis
Ipomoea pes-caprae brasiliensis (лат.) — подвид ипомеи двулопастной из семейства Вьюнковых.

## Описание
Листья мясистые, на вершине с выемкой или иногда усечение. Стебли длиной 5-30 м. Растение содержит млечный сок. Произрастает вдоль обочин, канав и каналов. Встречается на тропических и субтропических пляжах по всему миру. Используется в медицине для снятия боли и судорог. В Малайзии из листьев делают в припарки, которые прикладывают к опухолям, ранам и язвам. В Индонезии соком из стеблей лечат укусы рыб